# El Capità Harlock
El Capità Harlock (宇宙海賊キャプテンハーロック, Uchū Kaizoku Kyaputen Hārokku) és una sèrie manga creada per Leiji Matsumoto. Publicada originalment per l'editorial Akita Shoten de gener de 1977 a juny de 1979, va ser duta a la televisió com a sèrie d'anime el 1978 per Toei Animation.
La sèrie narra les aventures del Capità Harlock -el que podríem dir que és el primer anarquista del comic japonès i per que no, del mon- i la tripulació de la seva nau, l'Arcàdia, que intenten defensar una humanitat dominada per l'apatia general de la invasió d'una raça extraterrestre anomenada mazoni.

## Argument
En un futur situat l'any 2977 la humanitat ha caigut en l'apatia, l'autocomplaença i l'oci. Les vides de les persones resulten buides i insubstancials, però ningú sembla voler fer res per canviar les coses; el mateix Govern Global de la Terra, corromput i ineficaç, és dirigit per un individu que, lluny d'intentar solucionar els problemes de la gent, està obsessionat a poder jugar al golf contínuament. El Capità Harlock i la seva tripulació, a bord de la nau espacial Arcàdia són considerats elements subversius per aquest govern, ja que sovint assalten les naus governamentals per a abastir-se de provisions.
Un dia, un misteriós meteorit esfèric amb unes estranyes inscripcions maies impacta contra el planeta Terra. El Professor Daiba i el seu fill, en Tadashi, investiguen l'estrany artefacte, i descobreixen que és una balisa creada per guiar una raça extraterrestre cap a la Terra amb el propòsit de conquerir-la; però quan el professor intenta informar el govern, no es prenen seriosament les seves advertències. Després d'això, el professor és assassinat per una misteriosa dona que mor desfeta com si fos paper cremat quan apareix el capità Harlock i li dispara per tal de salvar en Tadashi.
Davant la negativa del govern per investigar els fets, en Tadashi, desencantat, decideix acceptar l'oferta del capità d'unir-se a la seva tripulació i ajudar-lo en la lluita contra els invasors: una raça de dones guerreres d'origen vegetal, anomenada Mazoni, provinent de l'altre extrem de l'Univers, que en un passat remot havia dominat la Terra; després de la destrucció del seu planeta natal, ara tornen per reclamar-la novament, liderades per la reina Raflesia.
Un cop embarcat a l'Arcàdia, en Tadashi descobrirà les motivacions dels diferents tripulants per voler combatre les mazonis, i també les motivacions de les mateixes mazonis per voler envair la terra.

## El manga
La sèrie original va constar de cinc volums, i deixava un final inconclús i molt obert al final del cinquè volum, sense que s'acabessin de tancar del tot els arcs argumentals.
A Espanya va ser publicat en castellà per l'editorial Glénat entre el 2002 i el 2003, respectant tant el format com el sentit de lectura japonès. L'octubre de 2016, Norma Editorial el recuperà, publicant-lo en una edició integral, en dos volums amb cofre. A França va ser publicat amb el títol de Capitaine Albator per l'editorial Kana entre 2002 i 2003, i a Itàlia com a Capitan Harlock per l'editorial Planet Manga.

## L'anime
La principal diferència entre l'anime i el manga és que el manga se centra en el personatge titular mentre que la sèrie dedica episodis a la vida anterior d'alguns tripulants. A més, el personatge Mayu no apareix a l'adaptació animada.
Per a l'adaptació televisiva, el mateix Matsumoto va ajudar a crear un final més tancat en què la Reina Raflesia acceptava d'abandonar el seu intent de conquesta, i els pirates de l'espai tornaven a la Terra, mentre el Capità Harlock marxava tot sol amb l'Arcàdia solcant l'espai.
També es va afegir el personatge de la Tami, filla d'en Toshiro, el constructor original de l'Arcàdia, a la qual el Capità Harlock anava a visitar sovint a l'internat en què la mantenien tancada, malgrat el risc que les forces terrestres el poguessin capturar. Eren recurrents en molts episodis una sèrie d'escenes en les quals la Tami es posava a tocar una melodia amb una ocarina que sempre duia a sobre, i immediatament, el Capità Harlock feia el mateix, com si existís alguna mena de vincle místic entre ambdós.
A l'Estat espanyol, la sèrie va ser emesa primer a Catalunya i Euskadi el 1985. A Catalunya, la sèrie va ser emesa per primer cop a TV3 el 4 de juliol de 1985, i fou reemesa pel canal K3 en diverses ocasions.

## L'Arcàdia
La nau Arcàdia assumia protagonisme propi a la sèrie. Construïda per en Toshiro, un amic ja mort del Capità Harlock i pare de la Tami, actua de vegades amb voluntat pròpia, no obeint les indicacions que li donen, i salvant els seus tripulants en algunes ocasions del desastre, constituint un misteri, no només per aquests, sinó també per als seus enemics. Finalment, es revela que l'ordinador central de la nau conté, d'alguna manera, l'esperit d'en Toshiro, que l'anima i dirigeix, protegint el seu amic i els seus companys.
El disseny original de la nau és sens dubte un dels més encertats de la història del manga japonès, no havent envellit gens en els més de trenta anys que han passat des de la seva concepció, i essent una icona al seu país d'origen.

## L'Univers Harlock
La sèrie del Pirata de l'Espai no és l'única en què el Capità Harlock apareix com a protagonista o com a secundari. A les obres de Leiji Matsumoto hi apareixen recurrentment una sèrie de personatges relacionats amb ell que, cosa poc habitual a les historietes nipones, conformen un autèntic univers. Entre les obres relacionades amb aquest "univers" trobem El capità Harlock i l'Arcàdia, Queen Emeraldas, Galaxy Express 999, Harlock Saga, Gun Frontier i The endless Odissey.
El Capità Harlock apareix a altra sèrie d'anime: Waga Seishun No Arcadia: Mugen Kido SSX, una sèrie de 22 episodis que va ser emesa el 1982 i que estaria produïda per Toei Animation. En aquesta sèrie s'explica perquè la nau Arcàdia és diferent a l'anime respecte al manga. Harlock, Mime, Tochiro i Emeraldas lluiten contra l'imperi Illumidas.
Una altra sèrie d'anime fou Harlock Saga: Der Ring das Nibelungen (1999), basada en l'òpera de Richard Wagner. Va estar produïda per Motion Bandai.
La presència del pirata espacial Harlock en pel·lícules són:
- Uchu Kaizoku Captain Harlock: Arcadia Go No Nazo', pel·lícula basada en l'episodi 31 de la sèrie. Produïda per Toei Animation.
- Waga Seishun No Arcadia (1982), pel·lícula produïda per Toei Animation.[4]
- Space Pirate Captain Harlock (宇宙海賊キャプテンハーロック, Uchū Kaizoku Kyaputen Hārokku), pel·lícula de 2013 dirigida per dirigida per Shinji Aramaki.